# Trichoderma cornu-damae
A Trichoderma cornu-damae a Hypocreaceae családba tartozó, Kelet-Ázsiában és Ausztráliában honos, halálosan mérgező gombafaj.

## Megjelenése

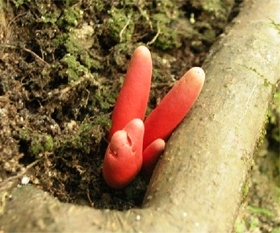

A Trichoderma cornu-damae rokonaihoz hasonlóan gombafonalaiból, hifáiból hálózatos sztrómát alkot; ebben ágyazódnak bele a tényleges termőtestek, a peritéciumok. A sztrómák hengeresek vagy némileg szögletesek, legyezőszerűen széttárulnak vagy agancsszerűek, ilyenkor villásan elágazóak. Magassága 7-9 cm, vastagsága 0,5-0,7 cm. Színe a sárgásbarnától a narancsvörösig terjed. Felszíne csupasz, sima, a peritéciumok szabad szemmel nem észrevehetőek. Ezek apró, narancsszínű nyílásokban, az ún. ostiolumokban rejtőznek. 
A finoman tüskés felszínű spórák az aszkuszokban (tömlőkben) helyezkednek el; az aszkusz külső (disztális) végén lévők nagyjából kerekek vagy kissé kúposak, méretük 3,5–4,0 × 3,0–3,2 μm; a belső (proximális) spórák inkább elliptikusak vagy ék alakúak, néha kerekek, méretük 3,2–4,0 × 2,5–3,2 μm.

## Elterjedése és termőhelye
Kelet-Ázsiában, Japánban, a Koreai-félszigeten honos, de megtalálták Jáván és Új-Guineán, újabban pedig átterjedt Észak-Ausztráliába is. 
A korhadó faanyagot bontja. 

## Toxicitása
A gomba trichotecén jellegű toxinokat tartalmaz, többek között szatratoxint, rodirin E-t és verrukarin J-t. A mérgezés tünetei a korai szakaszban hasmenés, hányás, a beteg ilyenkor kiszáradhat. Később alacsony vérnyomás, vizeletvisszatartás, érzékcsalódások, mozgászavarok, eszméletvesztés léphet fel. Kezelés nélkül veszélyes mértékben leesik a fehérvérsejtek és vérlemezkék száma; megfigyelhető a bőr hámlása és a hajhullás. A beteg szerveinek működése idővel leáll és a végkimenetel halálos is lehet. A kezelés elsősorban vérlemezke-transzfúziót jelent. A toxinok bőrön keresztül is felszívódhatnak. A gomba hasonlíhat a hagyományos keleti orvoslásban használt pecsétviaszgomba szabálytalan formáira, így mérgezések időnként előfordulnak.  

## Fordítás
- Ez a szócikk részben vagy egészben  a   Trichoderma cornu-damae című német Wikipédia-szócikk ezen változatának fordításán alapul.  Az eredeti cikk szerkesztőit annak laptörténete sorolja fel. Ez a jelzés csupán a megfogalmazás eredetét és a szerzői jogokat jelzi, nem szolgál a cikkben szereplő információk forrásmegjelöléseként.
- Ez a szócikk részben vagy egészben  a   Podostroma cornu-damae című angol Wikipédia-szócikk ezen változatának fordításán alapul.  Az eredeti cikk szerkesztőit annak laptörténete sorolja fel. Ez a jelzés csupán a megfogalmazás eredetét és a szerzői jogokat jelzi, nem szolgál a cikkben szereplő információk forrásmegjelöléseként.